# Spilosoma usuguronis
Spilosoma usuguronis är en fjärilsart som beskrevs av Matsumura 1930. Spilosoma usuguronis ingår i släktet Spilosoma och familjen björnspinnare. Inga underarter finns listade i Catalogue of Life.